# TMF Group
TMF Group es el proveedor independiente líder en el mundo de servicios contables y de secretariado corporativo, con más de 4.500 profesionales trabajando en más de 87 oficinas en 65 países alrededor del mundo.
La cartera internacional de clientes de TMF Group es diversificada e incluye Compañías "Fortune 500", así como compañías multinacionales cotizadas en Bolsa, aseguradoras e inmobiliarias, Instituciones Financieras, Fondos de Pensiones.

## Servicios
- Contabilidad y Reportes Financieros
- Recursos Humanos y Proceso de nóminas
- Domiciliación y administración
- Secretariado Corporativo
- Declaración y Devolución de Iva
- Estructuración Financiera
- Gestión Internacional de Derechos y Royalties
- Administración de Fondos